# Focara
La parola fòcara è un termine dialettale salentino, e di altri dialetti meridionali, che indica un falò, generalmente in onore di Sant'Antonio e San Ciro. I faló originali sono costruiti a Novoli in provincia di Lecce e a Grottaglie in provincia di Taranto e poi onorato anche in altri paesi.

## Fòcare salentine
Attualmente il termine è usato per indicare il particolare rito tradizionale in uso in alcuni comuni del Salento di creare cumuli di fascine agli incroci delle strade delle città e dare loro fuoco la sera della vigilia della festa liturgica di sant'Antonio abate e San Ciro. Intorno a questa pira ardente sono solite trattenersi, per trascorrervi la serata, le famiglie che l'hanno costruita (ovvero le famiglie che abitano nei pressi dell'incrocio).
Da dove questa tradizione tragga origine non è certo: forse da antichi riti pagani o forse in ricordo di un terremoto che secoli or sono colpì il Salento.
A San Marzano di San Giuseppe, in provincia di Taranto, il grande falò denominato "zjarr i madhe" ("grande fuoco") è uno dei più antichi in Italia. Ha origini risalenti al XVII secolo, anche se la sua prima celebrazione risale al 1866. La sua particolarità è che viene realizzato in corteo, con circa 50 cavalli che trasportano le fascine. Più 3 000 fedeli trasportano tronchi e fascine per 3 km e alcuni cavalli si inginocchiano davanti al santo patrono, San Giuseppe. A differenza di altri falò che vengono preparati giorni prima, il falò di San Marzano prevede che venga acceso la stessa sera d

### Focra di Grottaglie
la “pira”mide di fuoco di San Ciro
La più grande fòcra d’Italia e di tutta l’Europa e, soprattutto, la più antica in Italia, si costruisce a Grottaglie, in provincia di Taranto, in occasione dei festeggiamenti in onore del patrono San Ciro. Il 30 gennaio la focra  viene accesa da uno spettacolo di fuochi d'artificio che illuminano a giorno il cielo Grottaglie se. L'evento, conosciuto in tutta la Puglia e non solo, attrae migliaia di spettatori da tutta Italia ma anche altri stati europei.  Di anno in anno i costruttori della fòcra  si impegnano a variarne la forma, lasciando un varco centrale, la "galleria", dove la gente possono entrare dentro il monumento e visitare il suo interno e magari lasciare qualche dedica al santo dove poi verrà bruciato insieme alla fòcra. 
La fòcara è formata da almeno 100 000 fascine di tralci di vite, ha un diametro di circa 20 metri e può raggiungere un'altezza di circa 27 metri. Il lavoro di costruzione inizia già nei primi giorni di Ottobre. Oltre a quella di Grottaglie, centinaia di falò vengono costruiti in tutto il Salento, specialmente d'inverno, per riscaldare le fredde notti dei pellegrini nel giorno della festa, ma il falò di Grottaglie assieme a quella di Novoli provincia di Lecce rimangono sempre i più importanti poiché sono unici  nel suo genere e risultano essere molto complessi riuscire a dare una forma ben precisa alla  due pire considerato il grande numero di fascine impiegate.

## Richiamo dantesco

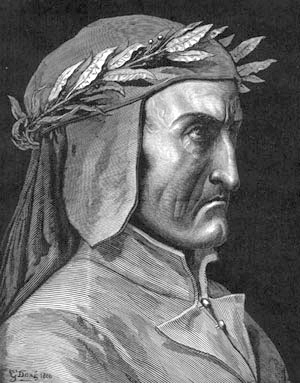

Nel XXVIII Canto dell'Inferno di Dante si parla di "vento di Focara", dove qui "Focara" è un monte dal quale soffiano venti impetuosi che fan rincorrere i marinai a far voti.
Quel traditor che vede pur con l'uno,
e tien la terra che tale qui meco
vorrebbe di vedere esser digiuno,
farà venirli a parlamento seco;
poi farà sì, ch'al vento di Focara
non sarà lor mestier voto né preco.»
(Inferno XXVIII, 82-90)
Dante qui si riferiva al territorio vicino a Pesaro, e, in particolare, nella zona del parco naturale di San Bartolo, chiamato anche "delle terre di Focara". Queste, si pensa, erano così chiamate perché venivano accesi tanti fuochi, per richiamare l'attenzione dei naviganti in prossimità del pericoloso promontorio o per la presenza di fornaci dove si cuocevano laterizi e terrecotte (dal dialetto romagnolo fuchèr o fughèr, cioè focare per cuocere i laterizi). Qui, sorge anche il borgo di Fiorenzuola di Focara (frazione di Pesaro), in origine Fiorenzuola, che assunse l'attuale specificazione "di Focara" nel 1889.